# Hypertext
En hypertext är en text som med hjälp av hyperlänkar är förbunden med andra texter. Texten behöver därför inte läsas linjärt utan läsaren kan hoppa hit och dit efter intresse. Begreppet används ibland även synonymt med det vidare begreppet hypermedia som förutom text även innehåller bilder, ljud och film. Det mest välkända exemplet är World Wide Web där för en människa oöverskådligt mycket information är sammankopplad med hjälp av länkar.
Nutida ordbehandlingsprogram använder nästan alla en eller annan form av hypertext, där länkar mellan dokument kan göras. Det finns även program som är specialiserade på ren hypertext och som ofta visar mer överskådligt hur texter hör ihop, till exempel genom att rita upp ett slags mindmap där textrutor är sammanbundna med streck.

## Historik
Konceptet uppfanns av president Roosevelts vetenskapliga rådgivare Vannevar Bush, som 1945 beskrev ett informationshanteringssystem som skulle kunna hantera text, bilder, teckningar och noter. Systemet kallades Memex (Memory Extender) och tillät att man bläddrade i tillgänglig information med utvalda länkar mellan två punkter.
Memex blev dock aldrig riktigt utvecklat, men Bush beskrev planerna 1945 i en artikel "As We May Think" i Atlantic Monthly. En av läsarna var Douglas Engelbart som 1962 vid SRI (Stanford Research Institute) inledde ett projekt som kallades Augment, där det skulle skapas ett samspel mellan dokument. Ordet hypertext myntades 1965 av Ted Nelson i samband med hans system Xanadu.
1967 utvecklades det första fungerande hypertextsystemet av Andries van Dam vid Brown University.